# فهرست فرودگاه‌های سابا
این مقاله شامل فهرست فرودگاه‌های سابا است. 

## فهرست
| Cityserved | ایکائو | یاتا | نام فرودگاه                | مختصات                                                         |
| سیبا       | TNCS   | SAB  | فرودگاه یوانخو ئی. یروسخین | ۱۷°۳۸′۴۳″ شمالی ۰۶۳°۱۳′۱۴″ غربی / ۱۷٫۶۴۵۲۸°شمالی ۶۳٫۲۲۰۵۶°غربی |